# New South Wales Premier League
De New South Wales Premier League is de hoogste voetbalcompetitie van de Australische staat New South Wales. De competitie wordt georganiseerd door de Football NSW, een onderbond van de FFA.
Sinds 1956 wordt er jaarlijks een competitie in New South Wales gespeeld. Aanvankelijk onder de naam Division One (1956-1977 + 1983-1991), later ook als de Super League (1978-1982 + 1992-2000) en vanaf 2001 als Premier League.
Na de opheffing van de National Soccer League in 2004, maakten voor aanvang van het seizoen 2005 Marconi Stallions, Sydney Olympic FC, Sydney United en Wollongong Wolves de overstap van de NSL naar de NSW Premier League. Dit leidde tot een veranderde opzet van de competitie voor het seizoen 2006. Momenteel spelen er twaalf clubs in de NSW Premier League.

## Opzet
De NSW Premier League bestaat uit een volledige competitie, waarbij de hoogst geklasseerde clubs zich aan het eind van de competitie plaatsten voor de play-offs. Het seizoen wordt afgesloten met de Grand Finale in de play-off om de landstitel. De kampioen kan niet promoveren naar de landelijke en gesloten A-League. Voor de laagst geëindigde club(s) volgt wel degradatie.

## Deelnemende clubs
APIA Leichhardt
Bankstown City Lions
Blacktown City
Bonnyrigg White Eagles
Manly United
Marconi Stallions
Parramatta FC
Rockdale City Suns
South Coast Wolves
Sutherland Sharks
Sydney Olympic
Sydney United

## Kampioenen
Kampioen als winnaar van de “Grand finale”.
* 1972 was een statenkampioenschap tussen de vier top clubs van Sydney en Melbourne